# Fran Viljem Lipić
Fran Viljem Lipić (Fran Viljem Lippich, Franz Wilhelm Lippich) (Spišská Nová Ves, Slovačka, 13. lipnja 1799. – Beč, 12. prosinca 1845.), slovenski liječnik hrvatskog podrijetla

## Životopis
Rođen u Spišskoj Novoj Vesi. Otac Jožef je bio iz Boke Kotorske i umirovljen kao fizik šipaškog komitata. Fran Viljem Lipić je pohađao srednje škole u Podolini, Levoči i Košicama. Tih se godina bavio suvremenim jezicima, crtanjem i glazbom. Studirao medicinu u Pešti, a završio u Beču. Obranio je disertaciju  Observata de metritide septica in puerperas grassante. Živio je i radio u Sloveniji, Italiji i Austriji. U Sloveniji je živio i radio u Ljubljani kao gradski fizik i okružni liječnik (1823. – 34.), u Italiji je predavao praktičnu medicinu i ravnao internom klinikom u Padovi (1834. – 41.), a potom je u Beču predavao internu medicinu (1841. – 45.).
Zaslužnik je medicine Austro-Ugarske zbog promicanja novih metoda fizikalne dijagnostike (upotreba stetoskopa) u bolničkoj praksi. U Beču je reorganizirao kliničku nastavu. Jedan od pionira borbe protiv alkoholizma, protiv kojeg se borio na znanstvenim osnovama. Zanimao se za primjenu hipnoze u medicini.